# Ixquick
Ixquick és un metacercador web fundat per David Bodnick el 1998. Els seus servidors es troben a Nova York (Estats Units d'Amèrica) i als Països Baixos. Des de l'any 2000 forma part de l'empresa Surfboard Holding BV.
El 2005 va traure una altra versió. El 27 de juny de 2006 Ixquick fou el primer motor de cerca que va actuar per la privacitat dels seus usuaris i va destruir la informació registrada sobre ells a més de no permetre a Google rastrejar l'historial de cerques. El 2009 van llançar el cercador web germà StartPage.com. El 2013 va ser beneficiat a causa de l'escàndol de PRISM, augmentant les cerques. Inclogué des de 2010 un servei proxy que permet que clicant les urls del proxy s'hi entre mantenint-se en una navegació privada. En juliol de 2013 arribaren a 4 milions de cerques al dia. El 2013 reforçaren l'encriptació més enllà l'encriptació SSL.

## Funcionament
Els resultats de Teoma, Entireweb, Gigablast, Go, LookSmart, Netscape, ixdmoz, goto, Wisenut i Yahoo! són arreplegats per Ixquick amb llicències d'acord i permet que l'usuari trie les fonts d'on s'arreplegue els possibles resultats per a les seues cerques, Els tipus de resultats que pot obtindre l'usuari a més de pàgines web són: International Phone Directory (de 200 fonts; permet una cerca del telèfon o des del telèfon), Lowest Price (la font és PriceGrabber) i Pictures. La interfície es troba disponible en 17 idiomes. Hi ha resultats patrocinats.
Ixquick utilitza un algoritme per a analitzar els resultats i ordenar-los segons unes puntuacions basades en estrelles on una estrella és donada al resultat per cada motor de cerca que el posiciona en un dels primers 10 resultats. A aquest algoritme li afecta l'acció de l'usuari mitjançant l'opció‘Exclude Results Seen Before', que exclou per a la següent cerca els resultats que abans havien aparegut. Les cerques que es realitzen utilitzant una determinada sintaxi són traduïdes per a cada cercador. Els resultats tenen una casella que s'espera que l'usuari faça clic per a indicar que el resultat fou satisfactori, afectant a l'algoritme per a refinar la recuperació futura de resultats.
Inclou una barra d'eines que permet cercar fora de la pàgina web de cerca, ampliar la visió de la pàgina que es llig i blockeja els anuncis emergents.
Mitjançant un servei proxy es pot navegar per les pàgines web que són resultat de les cerques de manera privada clicant a l'opció "Proxy".